# Romanz del Infant García
El Romanz del Infant García o Romance del Infante García es una leyenda castellana que cuenta la historia del asesinato del conde de Castilla García Sánchez en León en 1028.
García Sánchez era nieto del coprotagonista de la leyenda de La condesa traidora y fue el último conde de la dinastía iniciada por el gran conde de Castilla Fernán González; tras el asesinato el condado de Castilla pasó a manos de la dinastía pamplonesa navarra y vio reducido su territorio.
En síntesis, el argumento tal como lo cuenta María Silvia Delphy y despojado de los detalles novelescos, es el siguiente: "El Infante, último de los condes de Castilla, que vivió entre 1009 y 1029, fue hijo de Sancho García, a quien sucede cuando sólo tenía siete años de edad. Puesto bajo la tutela de su cuñado, Sancho III el Mayor de Navarra, los castellanos deciden casarlo con Sancha, hermana de Vermudo III de León. Obtenida la conformidad del rey, parte hacia Oviedo una embajada llevando al joven conde. En León, este es asesinado por un miembro de la familia de los Vela, viejos enemigos de los condes de Castilla desde la época de Fernán González (los condes castellanos les usurparon tierras alavesas) y protegidos ahora por Alfonso V de León. Con la muerte del Infante, se extingue la descendencia masculina de los Condes de Castilla".
Escuetas alusiones al hecho histórico refieren los Anales castellanos II, compuestos entre 989 y 1126, y obras posteriores como el Chronicon burgensis, los Annales toledanos I, o los Annales Compostellani. Existen cuatro fuentes primitivas que transmiten ya amplificada y desarrollada la leyenda, y con frecuencia distorsionada por lecturas políticas:
- La Chronica Najerensis, redactada entre 1152 y 1157, donde se narra de forma que parece indicar la presencia de un poema épico y desde un punto de vista castellanista y antileonés.[2]
- El Chronicon mundi (1236) de Lucas de Tuy, proleonés, que introduce la solicitud por los nobles castellanos del título de rey para García, lo que la Najerense no registra; la Providencia castiga el hecho.[2]
- La Historia de rebus Hispaniae de Rodrigo Ximénez de Rada, de alrededor de 1243, procastellano y antileonés, lo hace con más amplitud emotiva. La petición de casamiento de García con Sancha ya no conlleva la idea de transformar al Infante en rey de Castilla, previa solicitud de autorización a Vermudo. De tal modo, parece quedar anulada, por lo menos discursivamente, la dependencia castellana respecto de León; y la leyenda se inserta más bien en la historia de Navarra que en la de León; además, se ofrece en continuidad de la leyenda de los jueces de Castilla.[2]
- La Estoria de España (capítulos 787-789), cuya compilación se inicia hacia 1270, adopta en cuatro de sus versiones (la Concisa o Primitiva, la Amplificada o Enmendada de 1287 durante el reinado de Sancho IV, la versión Crítica elaborada entre 1282 y 1284 y la Crónica general vulgata publicada en gran parte por Florián de Ocampo en 1541, ofrece una visión civil y monárquica, no eclesiástica como las anteriores, y cuenta con abundancia de pormenor y violencia la muerte del infante. Se subraya jurídicamente, de acuerdo con las preocupaciones de la monarquía, la ruptura del vasallaje de los tres hijos del conde Vela (Ruy, Diego e Íñigo) respecto a Sancho de Castilla, lo que aumenta la ferocidad de la traición, y se recurre a una fuente nueva, el cantar de gesta perdido: la «Estoria del rromance deste ynfante García».[2][4]

Además, existen dos epitafios que recuerdan el acontecimiento. Uno en la catedral de León:
Hic requiescit infans dominus Garsia qui venit in Legionem ut acciperet regnum et interfectus est a filiis Vele comitis.
Y otro en el monasterio de Oña:
Hic aetate puer Garsias, Absalon alter, / fit cinis: illud erit gaudia mundi quaerit. / Mars alter durus bellis erat ipse futurus, / sed fati serie tunc prius occubuit. / Hic filius fuit Santii istius comitis, qui interfectus fuit proditione a Gundisalvo Munione et a Munione Gustios et a Munione Rodriz et a multis aliis, apud Legionem civitatem. Era MLXVI.
También el Romancero recogió la leyenda del asesinato del infant García.